# بطولة آسيا لكرة الصالات للسيدات 2020
بطولة آسيا لكرة الصالات للسيدات 2020 2020 AFC Women's Futsal Championship- هي النسخة الثالثة من بطولة آسيا لكرة الصالات للسيدات، وهي أيضًا بطولة دولية لكرة
الصالات تقام كل عامين، وينظمها الاتحاد الآسيوي لكرة القدم للفرق الوطنية للسيدات في آسيا. وقد أكد الاتحاد الآسيوي لكرة القدم اختيار الكويت لاستضافة البطولة في 18 مارس 2020م.  كان من المقرر في الأصل أن تقام البطولة في الفترة من 2 إلى 12 يوليو 2020م،   ولكن تم تأجيلها بسبب جائحة كوفيد-19.  وأبدت الكويت اهتمامها باستضافة البطولة في سبتمبر 2021م. 
كان من المتوقع أن يشارك في البطولة 16 فريقًا.  ومنتخب إيران لكرة قدم الصالات للسيدات، هو حامل اللقب، بعد أن استطاع الفوز بالنسختين السابقتين.

## الفرق
كان على كل فريق أن يقدم تشكيلة مكونة من 14 لاعبة، بما في ذلك حارسة مرمى على الأقل. 

## روابط خارجية
- , the-AFC.com